# Fritillaria minuta
Fritillaria minuta — вид квіткових рослин родини лілійні (Liliaceae).

## Поширення
Росте у сезонно вологих місцях існування на південному сході Туреччини та північному заході Ірану.

## Опис
Має тьмяно-помаранчеві квіти та яскраво-зелені листки. Листя м'ясисте гладке, завдовжки 3-15 см.